# Islands Billie Jean King Cup-lag
Islands Billie Jean King Cup-lag representerar Island i tennisturneringen Billie Jean King Cup, och kontrolleras av Islands tennisförbund.

## Historik
Island deltog första gången 1996.